# 분광학

삼각형 프리즘에 의한 빛의 분산을 보여주는 동영상

분광학(分光學, 영어: spectroscopy)은 원래 파장(λ)에 따른 빛과 물질 간의 상호작용을 연구하는 학문이었다. 과거에는 주로 프리즘 등을 이용하여 파장 별로 분산된 가시광선을 관찰하는 것을 의미했다. 이후에 이 개념은 확장되어 파장 혹은 주파수(ν)에 따른 어떤 양을 측정하는 것을 뜻하게 되었다. 그래서 입자 복사와의 상호작용 혹은 주파수가 변하는 전자기장에 대한 반응을 연구하는 것도 분광학이라 불린다. 그뿐만 아니라 광자의 E=hν의 관계에 따라 파장이나 주파수 대신 에너지(E)를 변수로 사용하는 것도 포함하게 되었다. 파장이나 주파수의 함수로 주어지는 반응 값을 도표로 나타낸 것을 스펙트럼이라 부른다.
분광학은 이러한 반응 값을 측정하는 것이며 이러한 측정을 위해 사용하는 장치가 분광계 혹은 분광사진이다. 분광계라는 용어는 원래 분광학이 처음 시작된 광학 분야에서 유래한 것이다.
분광학은 물리와 분석화학 분야에 적용되는데 물질에서 방출되거나 물질에 흡수되는 스펙트럼을 분석하여 물질을 식별한다. 또한 분광학은 천문학이나 원격 센서에도 중요하게 사용된다. 대부분의 대형 망원경에는 분광계가 설치되어있으며 천체의 화학적 조성과 물리학적 특성을 측정하거나 스펙트럼선의 도플러 이동을 통해 천체의 속도를 측정하는 데 사용된다.

## 분광학적 분석법
- 핵자기공명법 (NMR: Nuclear Magnetic Resonance)
- EPR 분광법(EPR: Electron Paramagnetic Resonance)
- 적외선 분광법 (IR: Infrared Spectroscopy)
- 라만 분광법 (Raman: Raman Spectroscopy)
- X-선 분광법 (XRF: X-ray spectroscopy)
- 감마선 분광법 (Gamma Spectroscopy)
- 자외선, 가시광선 분광법 (UV-Vis: Ultraviolet/Visible Spectroscopy)
- 근적외선 분광법 (NIR: Near Infrared Spectroscopy)
- Auger 전자분광법 (AES: Auger Electron Spectroscopy)
- X-선 광전자분광법 (XPS: X-ray Photoelectron Spectroscopy)
- 테라헤르츠파 분광법(THz TDS: Terahertz Time Domain Spectroscopy)
- 원소분광법 (AAS: Atomic Absorption Spectroscopy)
- 유도플라즈마분광법 (ICP-AES: Inductively Coupled Plasma- Atomic Emission Spectroscopy)
- 타원 편광 분광법 (SE : Spectroscopic Ellipsometry)

- 분광학 현미경 (Vibrational Imaging)
  - 라만분광학 현미경 (CARS Imaging: Coherent Antistoke Raman Scattering)
  - 적외선분광학 현미경

## 같이 보기
- 천체분광학
- 산란 이론